# Bob Iger
Robert A. "Bob" Iger (n. 10 februarie 1951) este președinte și director executiv al The Walt Disney Company. El a fost numit președinte în anul 2000, iar în 2005 l-a înlocuit pe Michael Eisner în funcția de director executiv al companiei. Iger a supravegheat achiziționarea studioului de animație Pixar în 2006, dar și preluarea companiei Marvel Entertainment.

## Biografie

### Tinerețe
Mama sa a lucrat la Boardman Junior High School din Oceanside, New York, iar tatăl său a fost vicepreședinte executiv și manager general al Greenvale Marketing Corporation, dar și un profesor de publicitate și relații publice.
Iger și-a terminat studiile universitare la Ithaca College, unde a absolvit, primind o licență în televiziune și radio din partea Roy H. Park School of Communications. El și-a început apoi cariera ca prezentator meteo la un post local de televiziune. S-a alăturat companiei American Broadcasting Company în 1973, crescând treptat prin rândurile sale. Iger a servit drept președinte al ABC Network Television Group în perioada 1993-1994, iar apoi a fost numit președinte și COO al societății-mamă, Capital Cities/ABC. În 1996, Walt Disney Company a achiziționat Capital Cities/ABC și a redenumit-o în ABC, Inc., unde Iger a rămas președinte până în anul 1999.

### Disney
Pe 25 februarie 1999, Disney l-a numit pe Iger președintele companiei Walt Disney International, dar și al grupului ABC.
La data de 25 ianuarie 2000, Robert Iger a fost numit președinte și COO al The Walt Disney Company, ocupând astfel a doua funcție după directorul executiv Michael Eisner.
Pe 24 ianuarie 2006, Disney a anunțat că va achiziționa Pixar pentru 7,4 miliarde de dolari într-o tranzacție completă. În urma fuziunii, animatorul John Lasseter a ocupat funcția de director șef de creație al studiourilor de animație Disney/Pixar și consilier principal de creație al Walt Disney Imagineering, divizie care proiectează atracțiile din parcurile de distracție. De asemenea, tot în urma tranzacției, Steve Jobs a devenit cel mai mare acționar individual al Walt Disney Company, deținând 7% din acțiunile companiei.

### Viața personală
Iger este căsătorit cu jurnalista Willow Bay și are patru copii: Katie și Amanda (din prima căsătorie) și Robert Maxwell și Will (din a doua căsătorie).

## Compensație
În timp ce a ocupat funcția de director executiv al Walt Disney Company în 2009, Iger a câștigat în total o sumă de 29,028,362 USD care a inclus un salariu de bază de 2,038,462 USD, un bonus cash de 9,260,000 USD, premii de stoc în valoare de 6,336,509 USD și alte premii de 8,308,647 USD. Iger a mai câștigat de asemenea un bonus de 13,5 milioane USD în anul 2010.